# Coleophora guttiferella
Coleophora guttiferella é uma espécie de mariposa do gênero Coleophora pertencente à família Coleophoridae.